# 裕禄

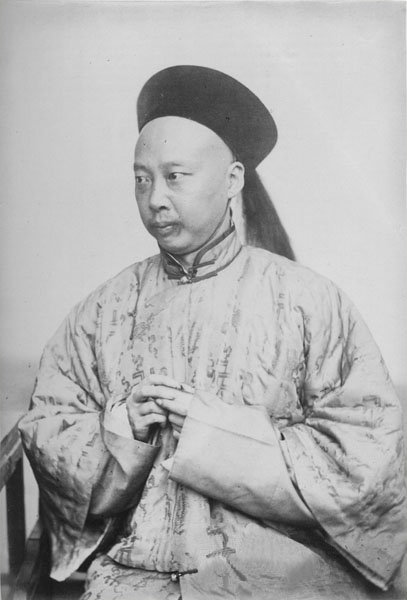
裕禄

裕禄（ゆうろく、ユル、満洲語: ᡞᠣᡞᠯᡠ、転写：ioilu、1844年? - 1900年）は、清末の官僚・軍人。字は寿山。満州正白旗人。ヒタラ氏（hitara hala、喜塔臘氏）。湖北巡撫崇綸の子。

## 経歴
熱河兵備道、安徽布政使を経て、同治13年（1874年）に30歳の若さで安徽巡撫となった。以後も両江総督、湖広総督、盛京将軍、四川総督を歴任。盛京将軍在任中の光緒15年（1889年）には熱河の金丹道教の蜂起を鎮圧している。光緒24年（1898年）、軍機大臣・礼部尚書・総理各国事務衙門大臣に任命後、栄禄（ルンル）と交代する形で直隷総督となった。
直隷総督として勢力を拡大してきた義和団を当初は弾圧しようとしたが、やがて利用する姿勢を取った。光緒26年（1900年）、義和団の乱で八カ国連合軍が天津を陥落させると、清軍が勝利したとの虚偽の報告を行って、敗残兵を率いて北倉に退いた。8月に楊村にまで逃れ、そこで服毒自殺した。